# Ricardo Cardoso Guimarães
Ricardo Cardoso Guimarães, detto Cadum (San Paolo, 4 ottobre 1959), è un ex cestista e allenatore di pallacanestro brasiliano.
È il figlio di Cida e il nipote di Maria Helena.

## Carriera
Con il Brasile ha disputato quattro edizioni dei Giochi olimpici (Mosca 1980, Los Angeles 1984, Seul 1988, Barcellona 1992), due dei Campionati mondiali (1982, 1990) e quattro dei Campionati americani (1984, 1988, 1989, 1992).